# 迪特里希·馮·紹肯

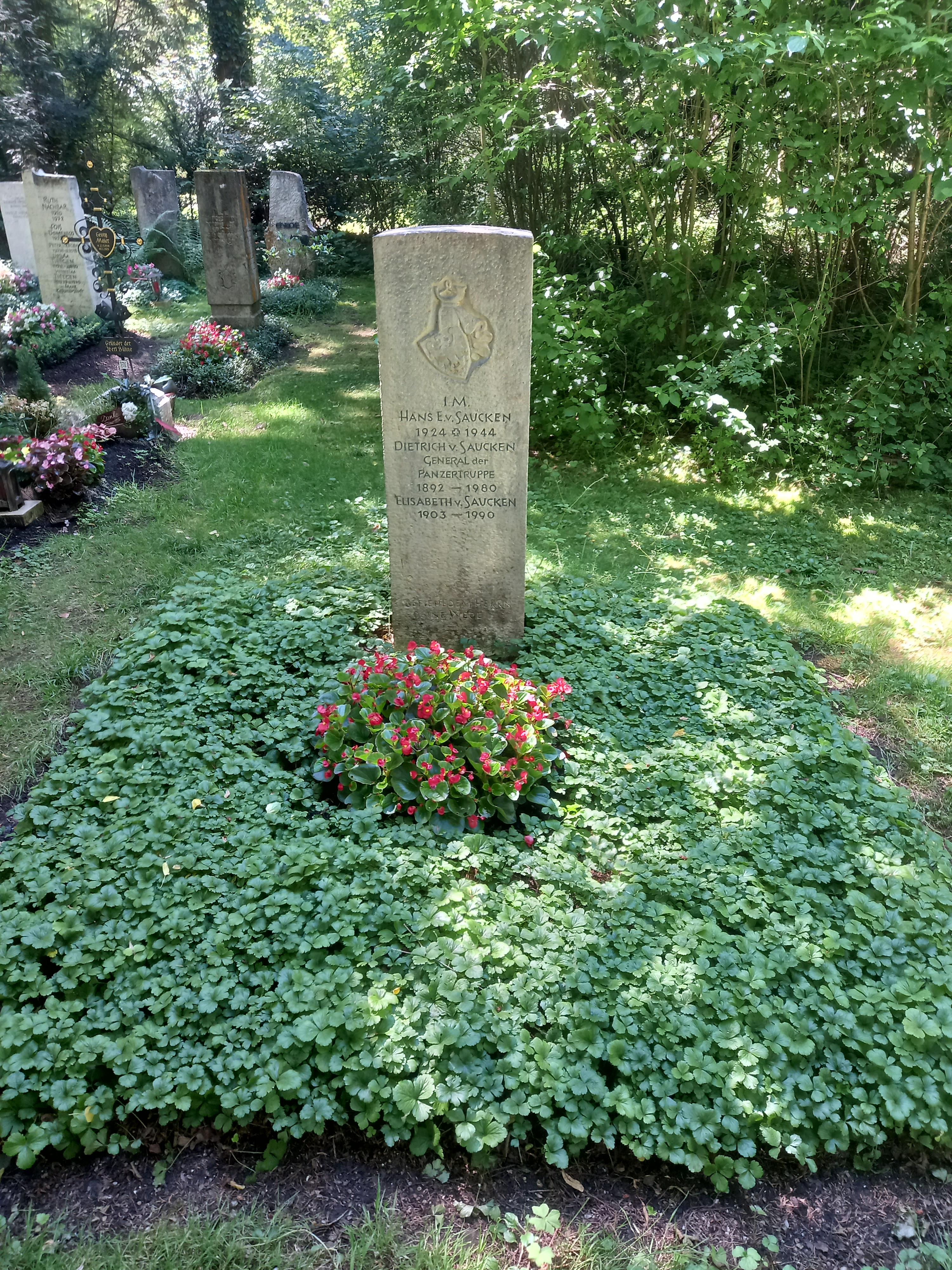
慕尼黑索恩森林公墓中的绍肯之墓

迪特里希·弗里德里希·愛德華·卡西米爾·馮·紹肯（1892年5月16日-1980年9月27日）是一位德國將軍，他出身於普魯士王國東普魯士的菲施豪森，成年後加入了德意志帝國陸軍，並參與了第一次世界大戰。在第二次世界大戰期間，他指揮第2集團軍和東普魯士集團軍，並於1944年晉升裝甲兵上將，並在東普魯士撤退期間提供後勤支援。德軍戰敗前夕，他拒絕了乘飛機逃跑的提議，於1945年5月向红军投降。紹肯於1945年5月8日獲頒鑽石橡葉佩劍騎士鐵十字勳章，成為了最後一位獲得此項榮譽的德國軍人。
在海爾半島投降後，紹肯被蘇聯軍隊俘虜。並先後被關押在盧比揚卡大樓和奧廖爾監獄，最終於1949年被轉移到西伯利亞的泰舍特集中營。1955從監獄釋放後定居在慕尼黑格羅斯黑森洛赫，並於1980年9月27日去世。

## 性格
紹肯是一名经常佩戴剑和单片眼镜的骑兵军官，他是典型的普鲁士保守派贵族的化身，他鄙视纳粹为“棕色暴徒”（braune Bande）。1945年3月2日，当他奉命指挥第2集团军时，他来到希特勒的总部，左手随意地放在骑兵军片眼镜，他的行为触犯了三个禁忌：
1. 他没有按照自1944年7月20日以来的规定，举起手臂行纳粹礼，并说“希特勒万岁」
2. 他在入时没有交出武器
3. 并且在向希特勒致敬时戴着单片眼镜

当希特勒告诉他必须听从但泽大区长官阿尔伯特·福斯特的命令时，紹肯回应了希特勒的目光……并用平面敲击地图桌的大理石板。他握着自己的手说道：“希特勒先生，我无意让自己听命于大区长官的命令”。在这样做时，他直率地反驳了希特勒，并且没有称他为“我的元首”。
令在场所有人惊讶的是，希特勒妥协了并回答说：“好吧，紹肯，你自己指挥吧。”紹肯只稍微鞠了一躬就离开了房间。

## 荣誉

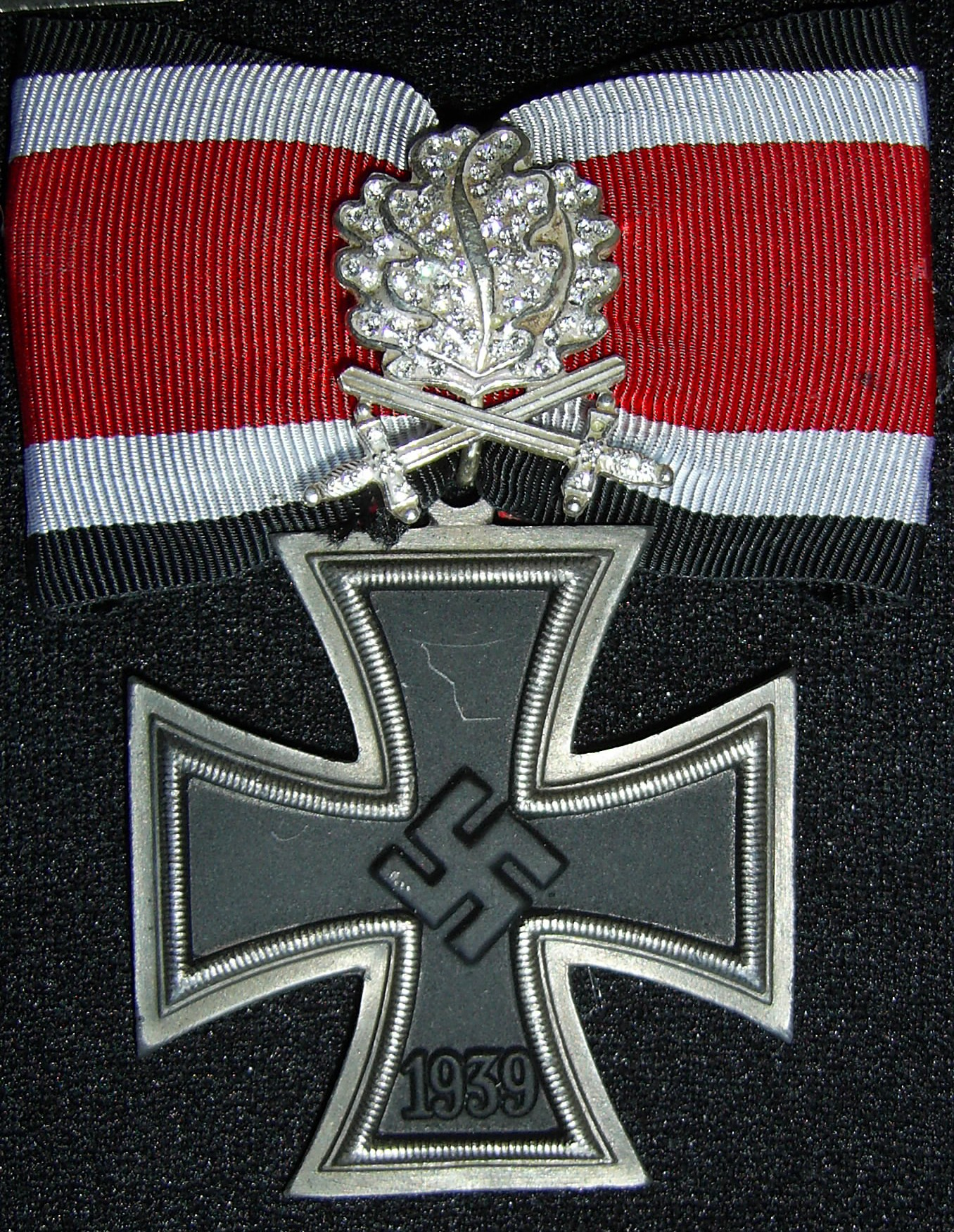
鑽石橡葉佩劍騎士鐵十字勳章

### 受勋
- 铁十字勋章（1914年）二级（1914年10月19日）和一级（1916年5月23日）
- 铁十字勋章（1939年）二级（1939年9月13日）和一级（1939年10月3日）
- 鑽石橡葉佩劍騎士鐵十字勳章
  - 1942年1月6日，作为少将兼第4装甲师师长荣获骑士十字勋章
  - 1943年8月22日，作为中将兼第4装甲师师长荣获橡叶（第281位）
  - 1944年1月31日，作为中将兼第4装甲师师长荣获宝剑（第46位）
  - 1945年5月8日，作为装甲部队上将兼东普鲁士集团军总司令荣获钻石（第27位，也是最后一位）

被《国防军日报》提及（3次）
| 日期          | 原文   | 汉译 |
| ------------- | ------ | --- |
| 1943年12月3日 | 德語： | 在中部地區，敵人對戈梅利地區陣地的壓力較小。在過去幾天艱難而激烈的防禦戰鬥中，馮·紹肯中將的第4裝甲師和庫爾默中將的第296步兵師在短時間內挫敗了蘇軍的所有突破嘗試，戰鬥環境複雜。 |
| 1944年7月5日  | 德語： | 撤退期間，我們的部隊繼續在明斯克以南作戰。在城市西北部，布爾什維克的猛烈進攻被擊退。在馮紹肯中將的指揮下，在這裡部署了一組裝甲車，在6月27日至7月3日期間摧毀了232輛敵方坦克。    |
| 1945年5月9日  | 德語： | 總司令馮·绍肯裝甲兵上将因其鐵十字騎士十字勳章而被授予橡葉鑲劍鑽石勳章，以表彰他的士兵們的模範態度。                                                                             |

### 晋升
- 1942年1月1日：少将
- 1943年4月1日：中将
- 1944年8月1日：装甲部队上将